# 高梁市立富家小学校
高梁市立富家小学校（たかはししりつ ふうかしょうがっこう）は、岡山県高梁市にある公立小学校の一つである。

## 沿革
- 1977年（昭和52年） - 備中町立布瀬小学校・備中町立布賀小学校・備中町立長谷小学校を統合し備中町立富家小学校が開校。
- 2004年（平成16年）10月1日 - 備中町と高梁市の合併により、高梁市立富家小学校と改称。
- 2013年（平成25年）4月1日 - 高梁市立平川小学校・高梁市立湯野小学校を統合。

## 通学区域
- 志藤用瀬、布瀬、長屋、布賀、平川、東油野、西油野（北方、本郷、下谷、奥郷、指田、芳谷佐原目、正信）[1]

## 進学先中学校
- 高梁市立成羽中学校

## 周辺
- 岡山県道33号新見川上線
- 成羽川
- 磐窟渓